# مايكل إدواردز (لاعب كرة قدم)
مايكل إدواردز (بالإنجليزية: Michael Edwards)‏ هو لاعب كرة قدم أمريكي في مركز قلب الدفاع، ولد في 27 نوفمبر 2000 في ودبريدغ في الولايات المتحدة. شارك مع منتخب الولايات المتحدة تحت 17 سنة لكرة القدم. أما مع النوادي، فقد لعب مع VfL Wolfsburg II ‏.